# L'Étrange Monsieur Victor
Pour plus de détails, voir Fiche technique et Distribution.
L'Étrange Monsieur Victor est un film français réalisé en 1938 par Jean Grémillon.

## Synopsis
Un commerçant toulonnais (Raimu) d'apparence honorable est en fait un receleur pour une bande de malfaiteurs. Menacé de chantage, il commet un meurtre pour lequel un innocent est condamné au bagne (Pierre Blanchar). Sept ans plus tard, le forçat s'évade et notre commerçant le recueille ...

## Fiche technique
- Titre : L'Étrange Monsieur Victor
- Réalisation : Jean Grémillon
- Scénario : Marcel Achard, Charles Spaak, Albert Valentin
- Décors : Otto Hunte, Willy Schiller
- Photographie : Werner Krien
- Production : Raoul Ploquin
- Pays de production :  France
- Format :  Noir et blanc - 35 mm - son mono
- Genre : Drame
- Durée : 103 minutes
- Date de sortie : 
  - France : 4 mai 1938

## Distribution
- Raimu : Victor Agardanne
- Madeleine Renaud : Madeleine Agardanne
- Pierre Blanchar : Bastien Robineau
- Viviane Romance : Adrienne Robineau
- Andrex : Robert Cerani
- Édouard Delmont : Paroli
- Charles Blavette : Premier inspecteur
- Marcelle Géniat : Mme Agardanne
- Georges Flamant : Amédée
- Armand Larcher : Second inspecteur
- Odette Roger : Mme Marie
- Marcel Maupi : Rémi
- Charblay : Mr Noir

## Autour du film
Diffusé sur la Première chaine le 7 février 1974 à 20h35 dans le cadre de l'émission « Au cinéma ce soir » d'Armand Panigel. Avant la diffusion du film, Madeleine Renaud se rappelait ce tournage à Berlin (Wannsee) en 1937 et évoquait ses deux partenaires dans un entretien avec Armand Panigel qui peut être aujourd'hui visionné sur le site de l'INA.
Henri Decoin s'inspirera du synopsis du film pour Le Bienfaiteur qu'il tournera en 1942.